# Miguel Turello
Miguel Turello fue un futbolista argentino que se desarrolló en la posición de delantero, su primer equipo fue Argentinos Juniors.

## Carrera
Turello debutó  futbolísticamente en Argentinos  Juniors en 1938 en la B Nacional.
El 27 de abril de 1940 cuando se inauguró la cancha de Argentinos Juniors de Boyacá y Juan A. García en la primera fecha del campeonato de Segunda División, el primer gol en el estadio lo realizó Turello  mientras que el segundo del local lo marcó Eduardo Malfatti, donde el bicho derrotó 2 a 1 a Barracas Central.
El 3 de mayo de 1941, en un Argentinos 0-Unión 4, fue expulsado por el árbitro Fernando Rivera, por agresión a un contrario y al réferi del juego en dos oportunidades distintas, fue sancionado con dos años de inactividad futbolística, la sanción se conoció el 15 de mayo del mismo año.
En 1943 fue transferido a Atlanta que jugaba la Primera A, donde permaneció hasta el año 1946. Turello siguió con un buen rendimiento pero continuaría con su mal comportamiento dentro de las canchas.
En 1944, fue denunciado por el árbitro José Berdasco, por hacer ademanes obscenos, asumir actitudes incultas y agresión, tras un 2-2 contra Huracán, el 17 de septiembre. Terminó preso y la AFA por tales actos recibió un año de suspensión. Su paso por el Bohemio dejó un registro final de 52 partidos y 15 goles.
En 1947 fue fichado por Nueva Chicago, que se encontraba jugando la Primera B. El 18 de octubre, Por la fecha 29 en Caballito Ferro Carril Oeste en un 2-1 a favor de los locales, el gol de la visita lo había realizado el mismo Turello, agredió al árbitro Carlos Mauri, quien lo expulsó del juego. Lo cual implicó su tercera y más dura sanción, que lo suspendió por el término de cinco años.
Está sanción provocó, que decidiera retirarse del fútbol a los 30 años de edad.

## Clubes
| Club               | País      | Año       |
| ------------------ | --------- | --------- |
| Argentinos Juniors | Argentina | 1938-1942 |
| Atlanta            | Argentina | 1943-1946 |
| Nueva Chicago      | Argentina | 1947      |

## Palmarés
| Título             | Club               | País      | Año  |
| ------------------ | ------------------ | --------- | ---- |
| Primera B Nacional | Argentinos Juniors | Argentina | 1940 |

Otros logros:
- Goleador de la Segunda División Argentina en 1940 (21 tantos) con Argentinos Juniors.